# Вучји зуб (лук)
Вуков зуб је вид прозорског лука у средњовековној бугарској архитектури. Овај архитектонски елемент је типичан за Бугарску и уобичајена је декорација тамошњих монументалних и углавном сакралних јавних објеката у касном средњем веку — цркава и џамија. 
Неки аутори поистовећују симболику и значај овог архитектонског елемента са снагом и темпераментом вука, будући да су вукови друштвене животиње које обележавају територију и штите своје потомство. Вучји зуб је такође тотем и амајлија. Неки указују на пример средњовековног бугарског неимара (Мајстор Манол), који је овај симбол уградио у своје монументалне и верске објекте.